# Вербенець Ольга Григорівна
Ольга Григорівна Вербенець (20 січня 1956) — український філолог і кулінар, автор книг з кулінарії.

## Життєпис
У 1981 році закінчила Львівський університет імені Івана Франка, філологічний факультет.
З початку 1990-х ведуча передачі на кулінарні теми на Львівському державному телебаченні.
Дописувачка кулінарних сторінок до львівських газет «Галицький світ» (2001—2002), «Поступ», «Post-Поступ» (2005—2011).

## Виноски
1. 1 2 3  knyga-ua.com[недоступне посилання з червня 2019] Книги Ольги Вербенець
2. ↑  Духовна скарбничка[недоступне посилання з червня 2019]